# Thospia alborivulella
Thospia alborivulella är en fjärilsart som beskrevs av Émile Louis Ragonot 1888. Thospia alborivulella ingår i släktet Thospia och familjen mott. Inga underarter finns listade i Catalogue of Life.